# Powiat oławski
Powiat oławski – powiat w Polsce, położony we wschodniej części województwa dolnośląskiego. Jego siedzibą jest miasto Oława.

## Geografia

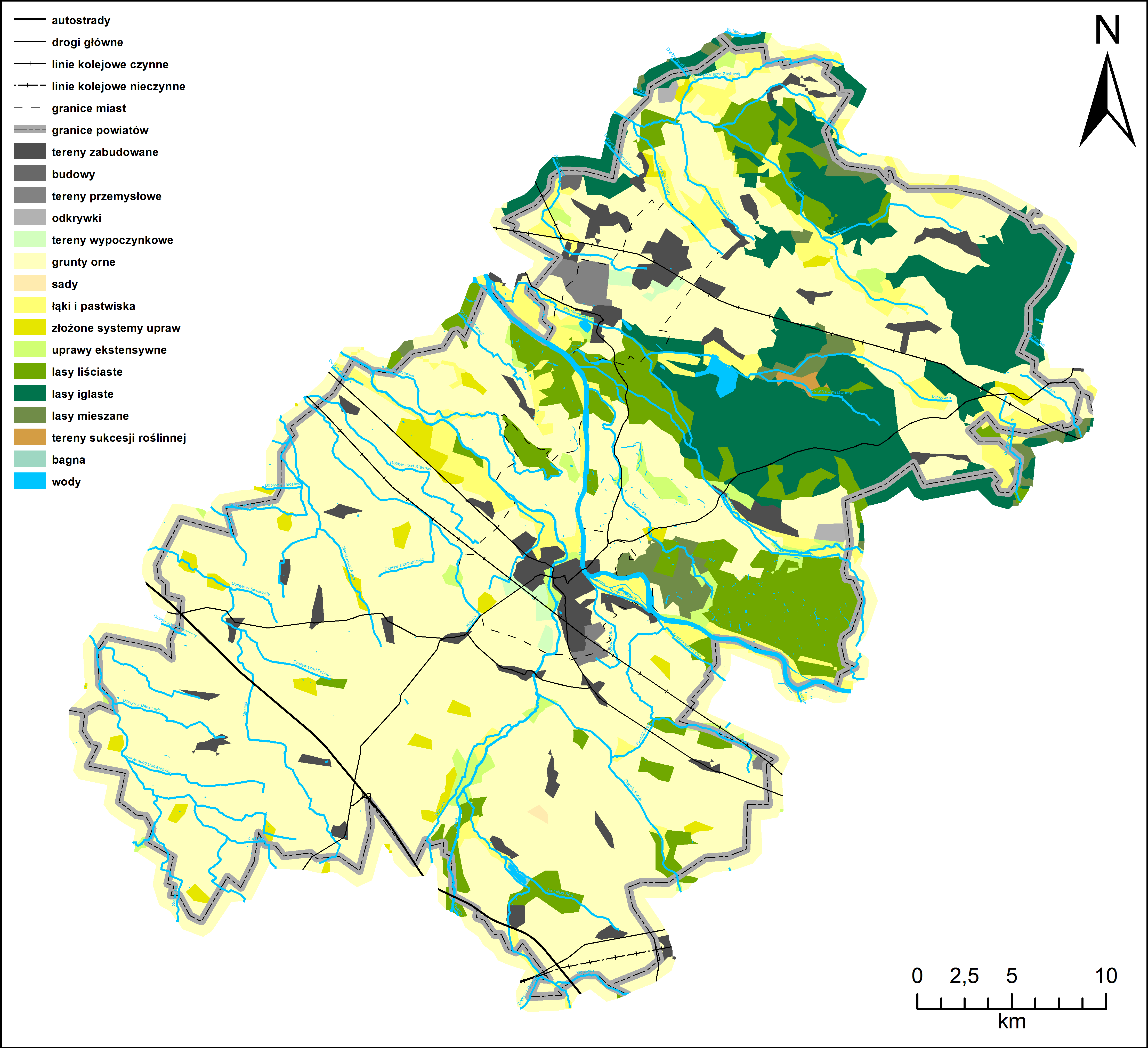
Pokrycie terenu

Powiat oławski obejmuje swoim terytorium fragmenty trzech mezoregionów: Pradoliny Wrocławskiej, Równiny Wrocławskiej i Równiny Oleśnickiej. Nizinny teren powiatu charakteryzuje się rzędnymi od 125–130 m n.p.m. w dolinach rzek do 170 m n.p.m. w miejscowości Gaj Oławski.
Na północy powiatu występują gleby rdzawe i bielicowe oraz w niewielkim stopniu gleby murszowe i murszowate, na południowym zachodzie czarne ziemie, na pozostałym obszarze gleby brunatne właściwe i płowe, a w dolinach rzek mady.

## Podział administracyjny
Powiat oławski powstał 1 stycznia 1999 roku wskutek reformy administracyjnej, której jednym z aspektów było wprowadzenie powiatów jako drugiego szczebla administracji, pomiędzy województwami i gminami.
Został stworzony z części znoszonego województwa wrocławskiego. Terytorium powiatu zostało określone w kształcie zbliżonym do tego, jaki posiadał on przed swoją likwidacją w 1975 roku; jedynie należąca do niego wówczas gmina Czernica została włączona w skład powiatu wrocławskiego.
Z powiatem oławskim graniczą jednostki:
- powiat oleśnicki od północy,
- powiat namysłowski w województwie opolskim od wschodu,
- powiat brzeski w województwie opolskim od południowego wschodu,
- powiat strzeliński od południa,
- powiat wrocławski od północnego zachodu.

W skład powiatu wchodzą 4 gminy: 1 miejska, 1 miejsko-wiejska oraz 2 wiejskie. Na jego terenie położone są dwa miasta: Jelcz-Laskowice oraz Oława.
| Gmina   | Gmina           | Gmina | Gmina           | Pow. (2025) | Ludność (2024) | Siedziba        |
| TERYT   | Typ             | Nazwa | Nazwa           | Pow. (2025) | Ludność (2024) | Siedziba        |
| ------- | --------------- | ----- | --------------- | ----------- | -------------- | --------------- |
| 0215011 | miejska         |       | Oława           | 27,36       | 33 086         | —               |
| 0215022 | wiejska         |       | Domaniów        | 94,48       | 4853           | Domaniów        |
| 0215033 | miejsko-wiejska |       | Jelcz-Laskowice | 167,65      | 23 751         | Jelcz-Laskowice |
| 0215042 | wiejska         |       | Oława           | 234,60      | 15 697         | Oława           |

W historii powiatu doszło do jednej zmiany granic: w 2023 roku w granice gminy Domaniów włączono część wsi Ośno o powierzchni 6,03 ha z gminy Wiązów w powiecie strzelińskim (pierwsza, nieudana próba tej zmiany została podjęta w 2014 roku).

## Pokrycie terenu
Powiat oławski według danych z 2025 roku zajmował powierzchnię 524,09 km², co stanowiło 2,6% powierzchni województwa dolnośląskiego. Pod względem powierzchni zajął 21. lokatę spośród 26 powiatów w województwie oraz 277. miejsce wśród 314 powiatów Polski. Największą część powierzchni powiatu zajmowały grunty rolne (69,2%) oraz leśne (20,6%). Zabudowanych i zurbanizowanych było 8,5% terenów, zaś pod wodami znajdowało się ich 1,3%.
|  |

## Demografia
Według stanu z 31 grudnia 2024 roku w powiecie oławskim zamieszkiwało 77 387 mieszkańców: 39 776 kobiet (51,4% ludności) i 37 611 mężczyzn (48,6%), czyli 2,7% ludności województwa dolnośląskiego. Gęstość zaludnienia w powiecie wyniosła 148 osób na km². Pod względem ludności powiat oławski zajął w 2024 roku 11. miejsce spośród 26 powiatów w województwie oraz 126. lokatę wśród 314 powiatów Polski.
Wskaźnik urbanizacji wyniósł 62,0%; w miastach w tym dniu mieszkało 47 998 osób, zaś na wsi 29 389 osób.
|  |

|  |  |

## Gospodarka
W końcu listopada 2019 liczba zarejestrowanych bezrobotnych w powiecie obejmowała ok. 1,7 tys. mieszkańców, co stanowi stopę bezrobocia na poziomie 4,4% do aktywnych zawodowo.

## Oświata i służba zdrowia
W powiecie działa 35 placówek wychowania przedszkolnego (w tym 9 samodzielnych), 28 szkół podstawowych, 9 szkół gimnazjalnych, 4 zasadnicze szkoły zawodowe, 7 szkół technicznych i zawodowych oraz 4 licea ogólnokształcące. Dodatkowo działa 1 szkoła pomaturalna i 3 szkoły dla dorosłych. Na terenie powiatu zlokalizowanych jest 16 bibliotek wraz z filiami.

Powiatowa służba zdrowia obejmuje 1 szpital ogólny, 10 przychodni, 2 ośrodki zdrowia, 15 miejskich i 21 wiejskich praktyk lekarskich oraz 21 aptek i punktów aptecznych.

## Transport

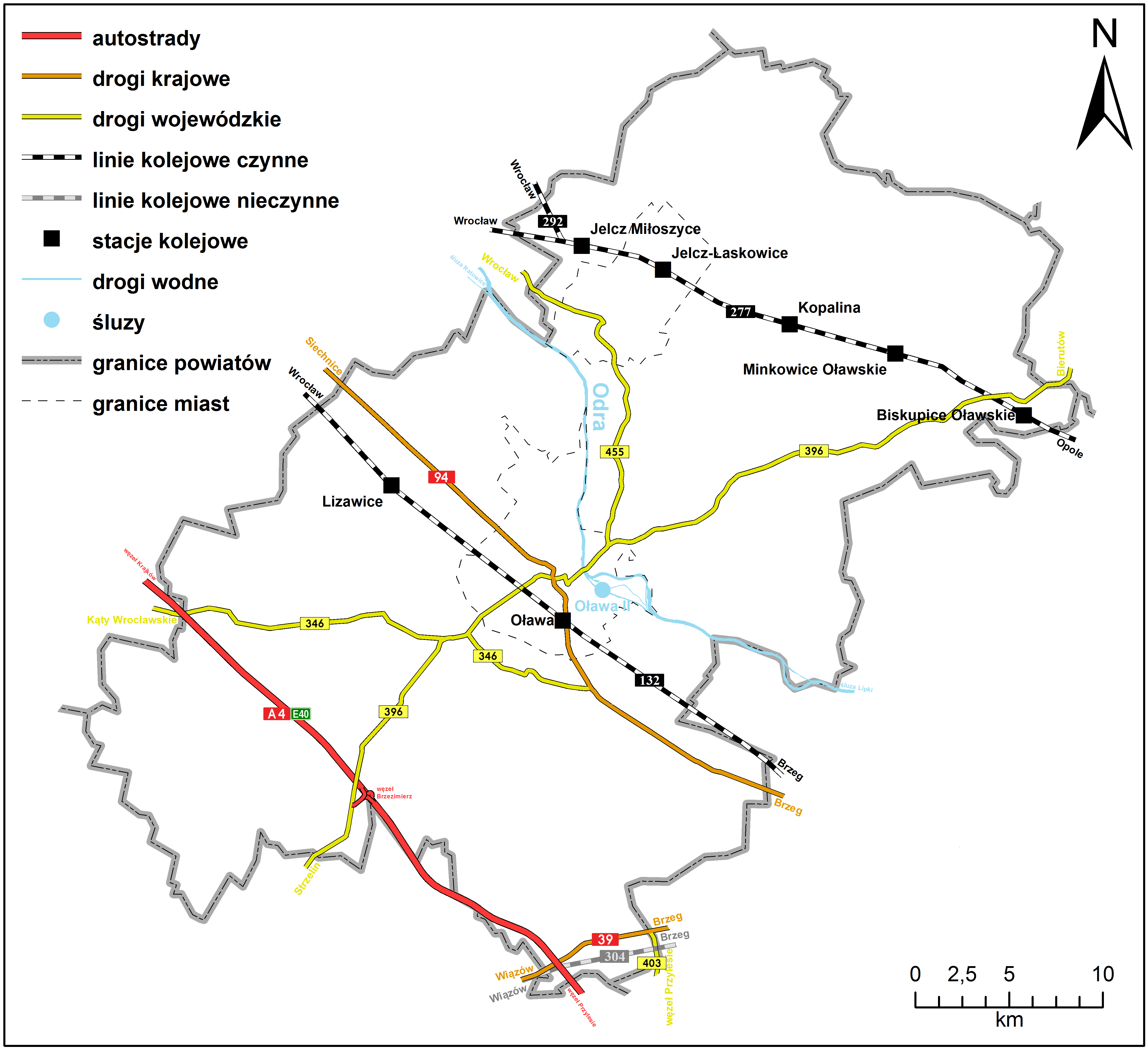
Sieć transportowa

Powiat oławski leży w ważnym ciągu komunikacyjnym lądowym i wodnym o znaczeniu europejskim. Przez powiat przebiegają fragmenty autostrady A4 (E40), dróg krajowych 39 i 94 oraz dróg wojewódzkich 346, 396, 403 i 455, a także fragmenty linii kolejowych 132, 277 i 292 oraz nieczynnej 304. Odra przepływająca przez powiat wchodzi w skład Odrzańskiej Drogi Wodnej.

## Ochrona przyrody
Na terenie powiatu znajduje się 5 rezerwatów przyrody: 1 florystyczny Łacha Jelcz oraz 4 leśne: Grodzisko Ryczyńskie, Kanigóra, Leśna Woda i Zwierzyniec. Utworzono 1 użytek ekologiczny „Zimowitowa Łąka”. Zarejestrowano 21 pomników przyrody, 11 chroniących pojedyncze drzewa (8 dębów szypułkowych, 2 lipy drobnolistne i 1 tulipanowca amerykańskiego), 8 chroniących grupy drzew (6 grup dębów szypułkowych, 1 grupę lip drobnolistnych i 1 grupę platanów klonolistnych) oraz 2 chroniące głazy narzutowe. W powiecie znajdują się także fragmenty 2 obszarów Natura 2000: Lasy Grędzińskie i Grądy w Dolinie Odry.

## Starostowie oławscy
Na podstawie źródła:
- Stanisław Kałuża (12 listopada 1998 – 26 listopada 2002)
- Maria Polakowska (26 listopada 2002 – 6 grudnia 2006)
- Marek Szponar (6 grudnia 2006 – 30 listopada 2010)
- Zdzisław Brezdeń (30 listopada 2010 – 10 sierpnia 2023)
- Mirosław Kulesza (10 sierpnia 2023 – 7 maja 2024)[20]
- Marek Szponar (od 7 maja 2024)[21]